# Gilbert Génébrard
Gilbert Génébrard (ou Genebrard) est un théologien chrétien et un religieux français. Il est né à Riom (Auvergne) le 12 décembre 1535 et mort à Semur-en-Auxois (Bourgogne) le 16 février 1597.

## Sa famille et sa formation religieuse
Il était le fils de Pierre Génébrard, procureur au présidial de Riom et d'Anne de Richevoye. Élevé à Paris par les soins de Guillaume Duprat, évêque de Clermont, il eut pour maîtres Adrien Turnèbe, Jacques Charpentier, C. de Saintes. Il prit l'habit de cordelier au couvent de Riom, ensuite celui de moine bénédictin dans l'abbaye de Mozac, dont il devint chambrier et où il aurait appris l'hébreu.

## Vie religieuse et intellectuelle
En 1563, il fut reçu docteur au Collège de Navarre. Il fut de 1566 à 1591 professeur de langue hébraïque au Collège royal de France à la chaire des sciences historiques, philologiques et archéologiques. François de Sales et Pierre Martini furent ses élèves.
En 1576, l'évêque de Lavaur, Pierre Danès, se démit de son évêché en faveur de Génébrard à cause de ses mérites. Mais les États généraux de Blois ne confirmèrent pas ce choix. Vexé, il se jeta comme partisan de la Ligue.
En 1585, il participa néanmoins avec ses collègues royaux à une pétition de soutien au professeur de mathématiques et médecin Henri de Monantheuil, par la publication d'un  Placet présenté au Roy pour le rétablissement du dit Monanthueil ; on y trouve également les signatures de Jean Cinquarbres, Louis Duret, Nicolas Goulu, Jean Passerat, Jean Pèlerin et Jacques Helias.
Nommé en 1592 archevêque d'Aix-en-Provence, grâce aux démarches du duc de Mayenne, il siégea aux États généraux de 1593. Lors de la soumission de la ville d'Aix à Henri IV, il se retira à Avignon où il publia des écrits violents en faveur de la Ligue. Alors, le parlement d'Aix le bannit hors du royaume en 1596.
Il put néanmoins se retirer en exil en Bourgogne dans son prieuré de Semur-en-Auxois où il mourut le 16 février 1597.

## Son travail et sa renommée
Gilbert Génébrard était considéré comme l'un des hommes les plus savants de son siècle. Il travaillait quatorze heures par jour. Il eut pour amis un grand nombre de savants et de cardinaux. Le cardinal de Richelieu passant à Riom devant sa maison se serait écrié : « O veneranda domus ! ».
Pantaléon Thévenin le cite dans son commentaire de "La Sepmaine" de Du Bartas, Cinquième Jour, au vers 92 : « Et Daire en trois batailles les histoires sont communes és autheurs allegués, ce Daire fut le dernier Roy Persien, deconfit entierement en l’an du monde de 3779. selon Genebrard ».

### Publications
- Chronologie sacrée

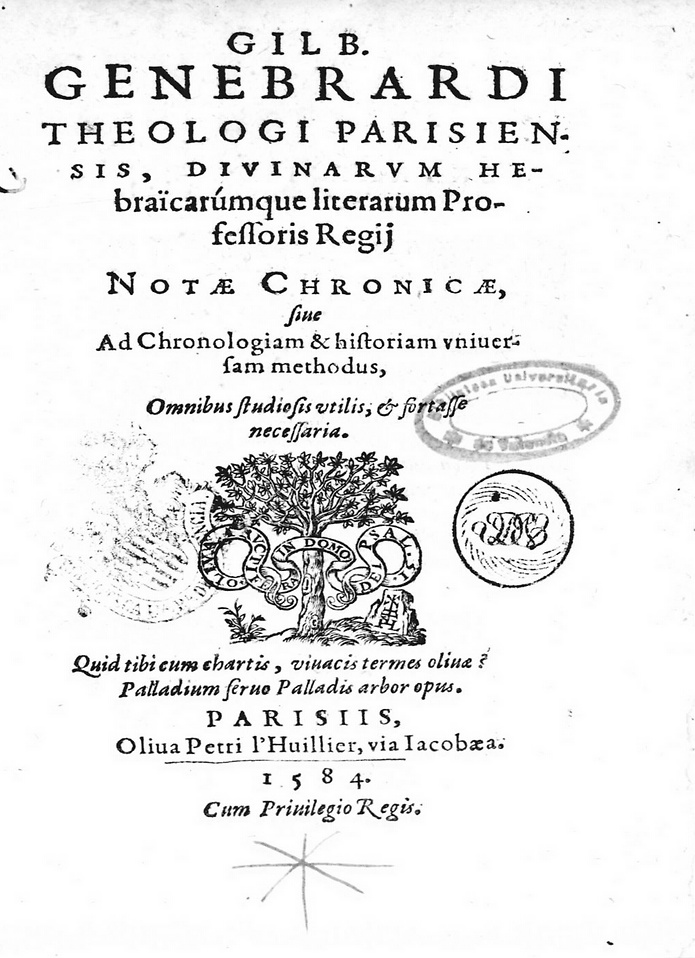
Couverture originale d'un livre publié en 1584

- Commentaire sur les Psaumes, "Psalmi Davidis vulgatâ editione, calendario hebraeo, syro, graeco, latino, hymnis, argumentis, et commentariis, etc. instructi" (Paris, 1577)
- Trois livres de la Trinité, "De Sanctâ Trinitate" (Paris, 1569)
- Traduction en français de Flavius Joseph, 2 volumes (1574)
- Traductions de différents rabbins
- Une traduction des Œuvres d'Origène
- Des écrits polémiques : 
  - Traité pour soutenir les élections des évêques par le clergé et par le peuple contre la nomination du roi dans lequel il rejette le régime de la commende.
  - De sacrarum electionum jure ad ecclesiæ romanæ integrationem (Paris, 1592), ouvrage qui le fit exiler à Semur-en-Auxois
- Un alphabet hébreu : Hebraicum alphabetum, (1564)
- Isagoge rabbinica
- Joel Propheta cum chaldæâ paraphrasi et commentariis (Paris, 1563)
- Chronographiae libri IV (Paris, 1580)